# Tomasz Sikora
Tomasz Sikora (Wodzisław Śląski, 21 de diciembre de 1973) es un deportista polaco que compitió en biatlón.
Participó en cinco Juegos Olímpicos de Invierno, entre los años 1994 y 2010, obteniendo una medalla de plata en Turín 2006. Ganó tres medallas en el Campeonato Mundial de Biatlón entre los años 1995 y 2004, y catorce medallas en el Campeonato Europeo de Biatlón entre los años 1994 y 2008.

## Palmarés internacional
| Juegos Olímpicos   | Juegos Olímpicos             | Juegos Olímpicos  | Juegos Olímpicos |
| Año                | Lugar                        | Medalla           | Prueba           |
| ------------------ | ---------------------------- | ----------------- | ---------------- |
| 2006               | Turín (Italia)               | Medalla de plata  | Salida en grupo  |
| Campeonato Mundial |                              |                   |                  |
| Año                | Lugar                        | Medalla           | Prueba           |
| 1995               | Antholz (Italia)             | Medalla de oro    | Individual       |
| 1997               | Osrblie (Eslovaquia)         | Medalla de bronce | Equipo           |
| 2004               | Oberhof (Alemania)           | Medalla de plata  | Individual       |
| Campeonato Europeo |                              |                   |                  |
| Año                | Lugar                        | Medalla           | Prueba           |
| 1994               | Kontiolahti (Finlandia)      | Medalla de plata  | Relevo           |
| 1997               | Windischgarsten (Austria)    | Medalla de plata  | Individual       |
| 2000               | Zakopane (Polonia)           | Medalla de oro    | Persecución      |
| 2000               | Zakopane (Polonia)           | Medalla de plata  | Relevo           |
| 2001               | Haute-Maurienne (Francia)    | Medalla de plata  | Relevo           |
| 2002               | Kontiolahti (Finlandia)      | Medalla de plata  | Individual       |
| 2002               | Kontiolahti (Finlandia)      | Medalla de bronce | Velocidad        |
| 2004               | Minsk (Bielorrusia)          | Medalla de oro    | Persecución      |
| 2004               | Minsk (Bielorrusia)          | Medalla de oro    | Individual       |
| 2004               | Minsk (Bielorrusia)          | Medalla de plata  | Velocidad        |
| 2004               | Minsk (Bielorrusia)          | Medalla de bronce | Relevo           |
| 2007               | Bansko (Bulgaria)            | Medalla de oro    | Velocidad        |
| 2007               | Bansko (Bulgaria)            | Medalla de oro    | Persecución      |
| 2008               | Nové Město (República Checa) | Medalla de oro    | Individual       |